# Marco Molla
Marco Molla, né le 19 juin 2002 à Sesto Fiorentino en Italie, est un footballeur albanais, qui évolue au poste de gardien de but à Imolese, où il est prêté par le Bologne FC.

## Biographie

### En club
Passé par l'AC Prato, Marco Molla rejoint ensuite le Bologne FC où il poursuit sa formation.
Le 17 juillet 2022, Marco Molla est prêté par Bologne à Imolese pour la durée d'une saison.

### En sélection
Avec les moins de 17 ans, il participe au championnat d'Europe des moins de 17 ans en 2019. Lors de cette compétition, il officie comme gardien titulaire et joue cinq matchs où il fait forte impression. Les joueurs italiens s'inclinent en finale face aux Pays-Bas.
Il est à nouveau sélectionné avec les moins de 17 ans pour participer à la coupe du monde des moins de 17 ans en 2019 où il est de nouveau le portier titulaire de l'équipe d'Italie. Les jeunes italiens s'inclinent en quarts de finale face au Brésil.
Alors qu'il représente l'Italie jusqu'ici, Marco Molla décide de jouer pour l'Albanie, faisant sa première apparition avec les espoirs le 17 novembre 2020, lors d'un match face à l'Angleterre. Il est titularisé et son équipe s'incline lourdement par cinq buts à zéro,.
Il est convoqué en tant que gardien remplaçant avec l'équipe d'Albanie lors de la Ligue des Nations UEFA en 2020 contre le Kazakhstan.

## Vie personnelle
Né en Italie, Marco Molla possède des origines albanaises.

## Palmarès
- Finaliste du championnat d'Europe des moins de 17 ans en 2019 avec l'équipe d'Italie des moins de 17 ans